# NGC 776
NGC 776 est une galaxie spirale barrée située dans la constellation du Bélier. NGC 776 a été découverte par l'astronome prussien Heinrich d'Arrest en 1861. 

## Caractéristiques
Sa vitesse par rapport au fond diffus cosmologique est de 4 650 ± 19 km/s, ce qui correspond à une distance de Hubble de 68,6 ± 4,8 Mpc (∼224 millions d'al).
La classe de luminosité de NGC 776 est II et elle présente une large raie HI.
Seul le professeur Seligman classe NGC 776 comme une spirale barrée. Pourtant, une barre est nettement visible sur l'image de l'étude SDSS.

## Supernova
La supernova SN 1999di a été découverte dans NGC 776 le 13 mars 1999 par les astronomes amateurs américain Tim Puckett et Alex Langoussis. Cette supernova était de type Ib.

## Groupe d'IC 187
NGC 776 fait partie du groupe d'IC 187. Ce groupe comprend au moins 14 galaxies, dont NGC 765, NGC 776, IC 187 et IC 1764. Ces quatre galaxies, ainsi qu'UGC 1451 (noté 0155+2507 (pour CGCG 0155.6+2507)) sont aussi mentionnées par Abraham Mahtessian dans un article paru en 1998. Mahtessian donne cependant le nom de groupe de NGC 765 à ce groupe de cinq galaxies.